# Leobersdorf
Leobersdorf – gmina targowa w Austrii, w kraju związkowym Dolna Austria, w powiecie Baden. Według Austriackiego Urzędu Statystycznego liczyła 4 850 mieszkańców (1 stycznia 2014).